# 克羅埃西亞人口
自1850年代以來，克羅埃西亞基本上每十年進行一次人口普查。據2011年4月進行的一次最近的人口普查，克羅埃西亞有人口約429萬人。每平方公里人口密度為75.8人。2012年，克羅埃西亞人平均預期壽命為78歲。在1857年至1991年期間（兩次世界大戰期間未進行人口普查），克羅埃西亞人口穩定增加，從210萬增加到470萬人。1991年以來，克羅埃西亞進入人口自然減少階段。克羅埃西亞大多數人口是克羅埃西亞人，佔總人口的90.4％。主要少數族裔是塞爾維亞人，佔總人口的4.5％。此外克羅埃西亞還有21個民族。

## 外部連結
- Human Rights Watch Report "Broken Promises: Impediments to Refugee Return to Croatia" （页面存档备份，存于）
- United Nations Statistics Division Millennium Indicators for Croatia
- Population of Croatia 1931-2001 （页面存档备份，存于）